# Tân Việt, Bình Giang
Tân Việt là một xã của huyện Bình Giang, tỉnh Hải Dương. Vị trí Đông bắc Hà Nội, cách thành phố Hà Nội 35 km.

## Đơn vị hành chính
Tân Việt gồm có 4 thôn:
- Tân Hưng
- Bằng Giã
- Lý Đỏ
- Bình An

## Kinh tế
Tân Việt là một xã chuyên về nông nghiệp, chủ yếu là trồng lúa nước. Ngoài ra kinh tế xã Tân Việt cũng chủ yếu dựa vào việc lao động xuất khẩu sang nước ngoài, chủ yếu là các nước như: Cộng hoà Séc và Malaysia.

## Đình Bình An
Đình làng Bình An thờ Thành hoàng là Hồng Lĩnh Tráng Trần, tướng của vua Đinh Tiên Hoàng, có công dựng lên làng rồi mất ở làng Bình An. Thư mục thần tích, thần sắc năm 1938, nói Hồng Lĩnh Tráng Trần là Đào Đình Quế.

## Đình Lý Đỏ
Đình nằm ở trung tâm của làng Lý Đỏ, xã Tân Việt, huyện Bình Giang, tỉnh Hải Dương. Đình thờ nhất vị Đại vương Đặng Thiện Quang, thời Bắc thuộc đình Lý Đỏ từng là một học đường để truyền bá phổ quát lễ nghĩa Nho học cho nhân dân trong vùng. Học đường xưa của thành hoàng Đặng Thiện Quang nay là di tích đình Lý Đỏ.
Sự tích Thành hoàng Thiện Quang còn được lưu giữ đầy đủ trên bia "Tôn thần sự tích bi chí" tại đình Lý Đỏ như sau:
Bản phả lục một vị đại vương công thần triều Hán Chiêu Đế (chi Cấn bộ thượng đẳng), Bộ Lễ quốc triều chính bản.
Xưa Hùng Vương Sơn nguyên Thánh tổ khai vận mở đồ hơn hai nghìn năm. Vua Hùng lập nước núi xanh vạn dặm, xây kinh đô Hùng, dựng nền cung điện, nước biếc thăm thẳm, bắt đầu đạo đế thánh vua minh, giúp vật giúp dân, cai quản 15 bộ lấy tên là Bách Việt, là tổ tiên đầu tiên vậy.